# Énergie renouvelable en Lituanie

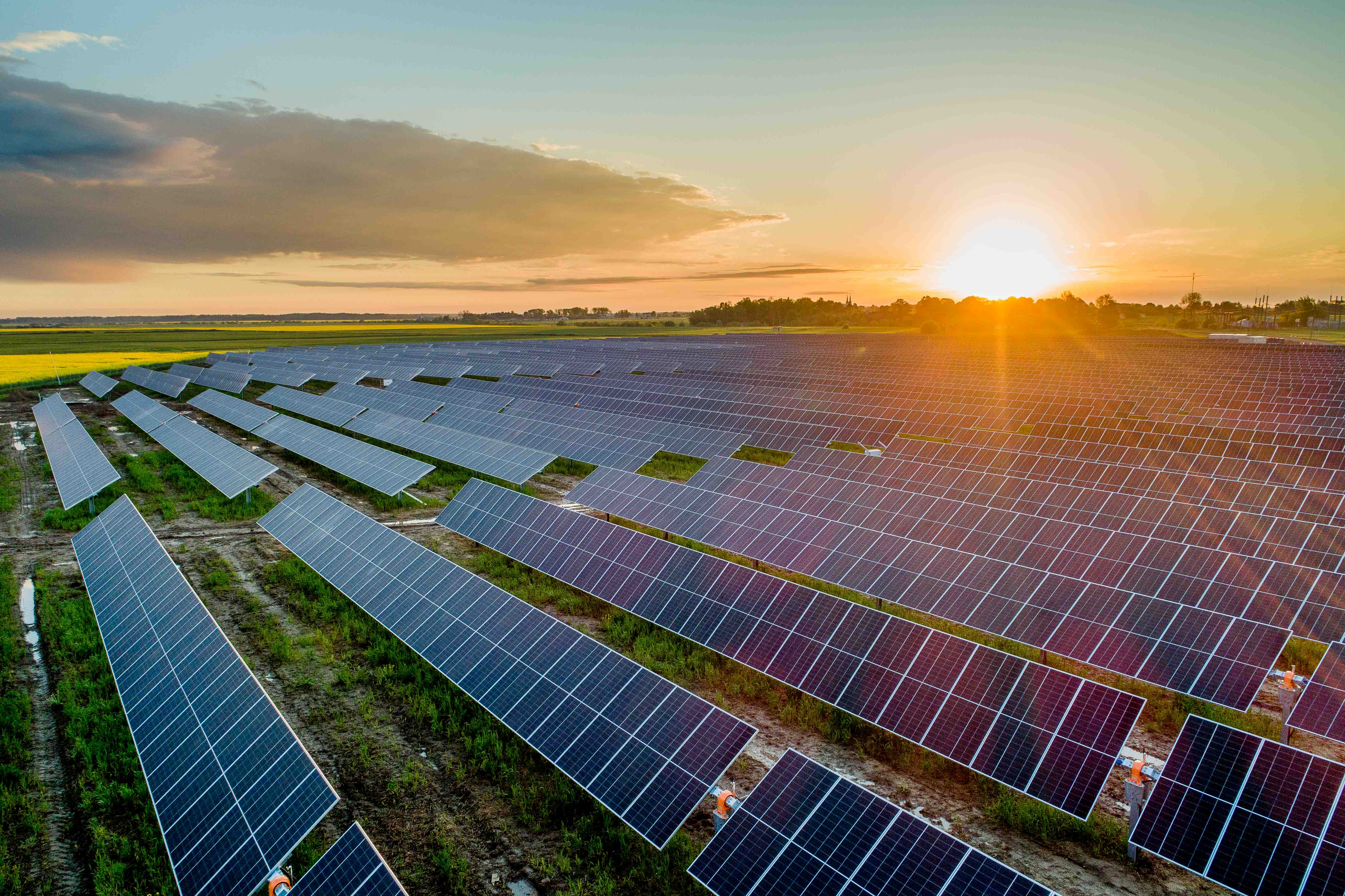
Parc solaire à Žeimiai, Lituanie

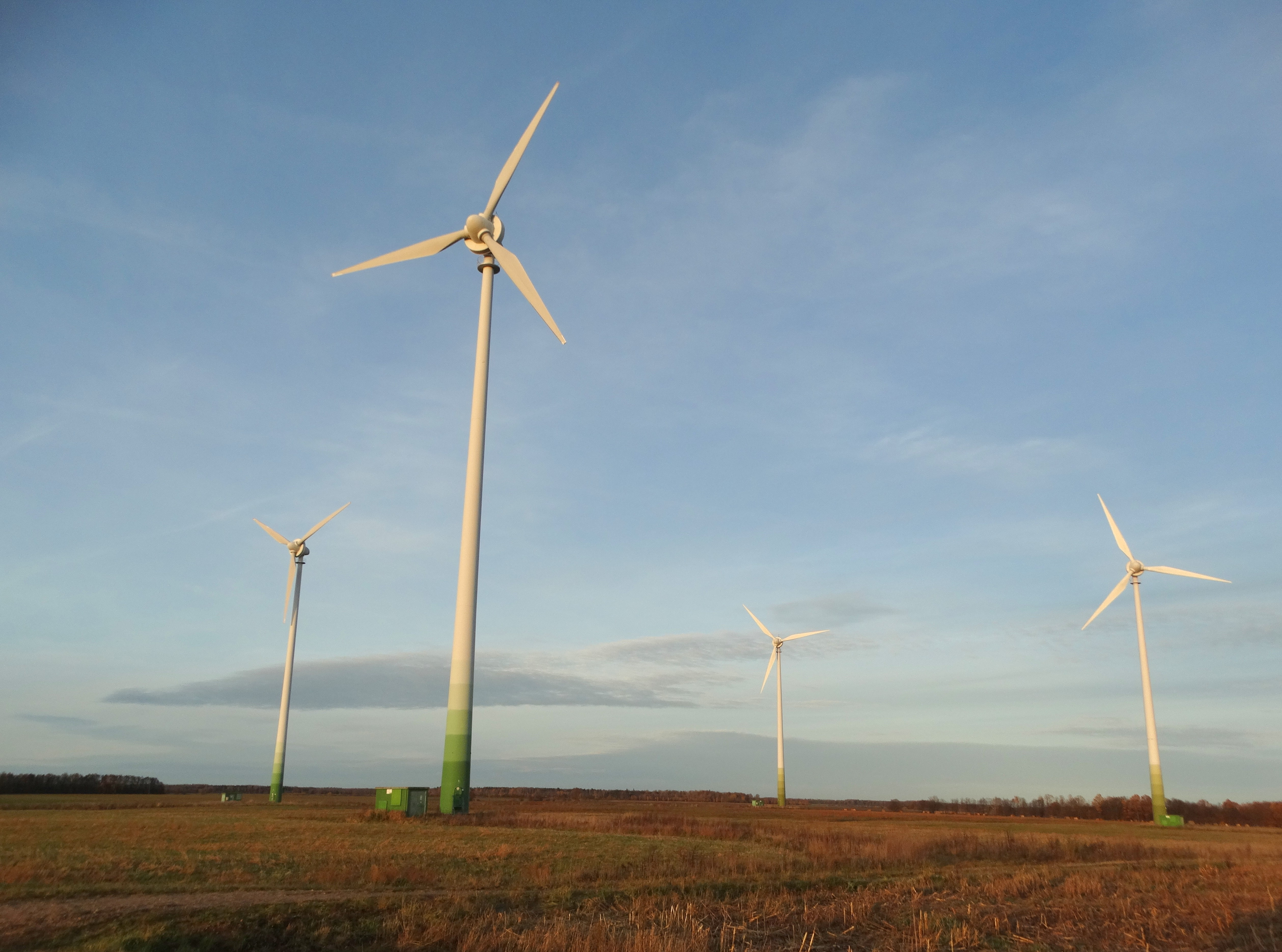
Éoliennes dans le comté de Tauragė, Lituanie.

Les énergies renouvelables en Lituanie constituent une partie de l'énergie produite dans le pays. En 2016, elles représentaient 27,9 % de la production globale d'électricité du pays,. Le gouvernement lituanien visait à produire 23 % de l'électricité totale à partir de ressources renouvelables d'ici 2020 : l'objectif a été atteint dès 2014 (23,9 %).

## Biomasse
Le biocarburant solide ou biomasse représente la source d'énergie renouvelable la plus courante en Lituanie. Il sert principalement à produire de la chaleur, mais également à produire de l’électricité.

## Biocarburant

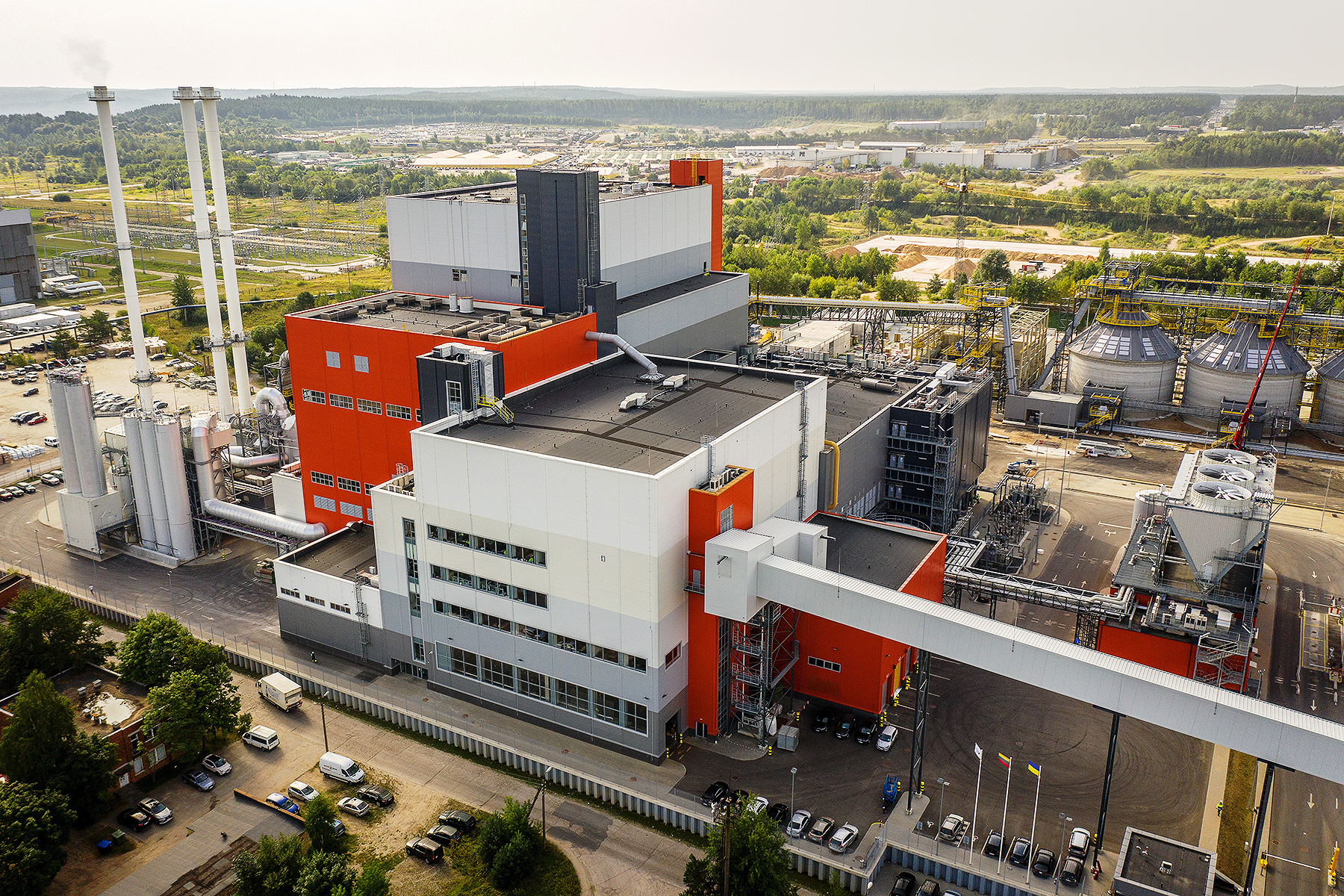
Centrale électrique de biocarburant de Vilnius.

| 97 | 226 | 162 | 64 | 612 | 477 | 135 |

## Hydroélectricité

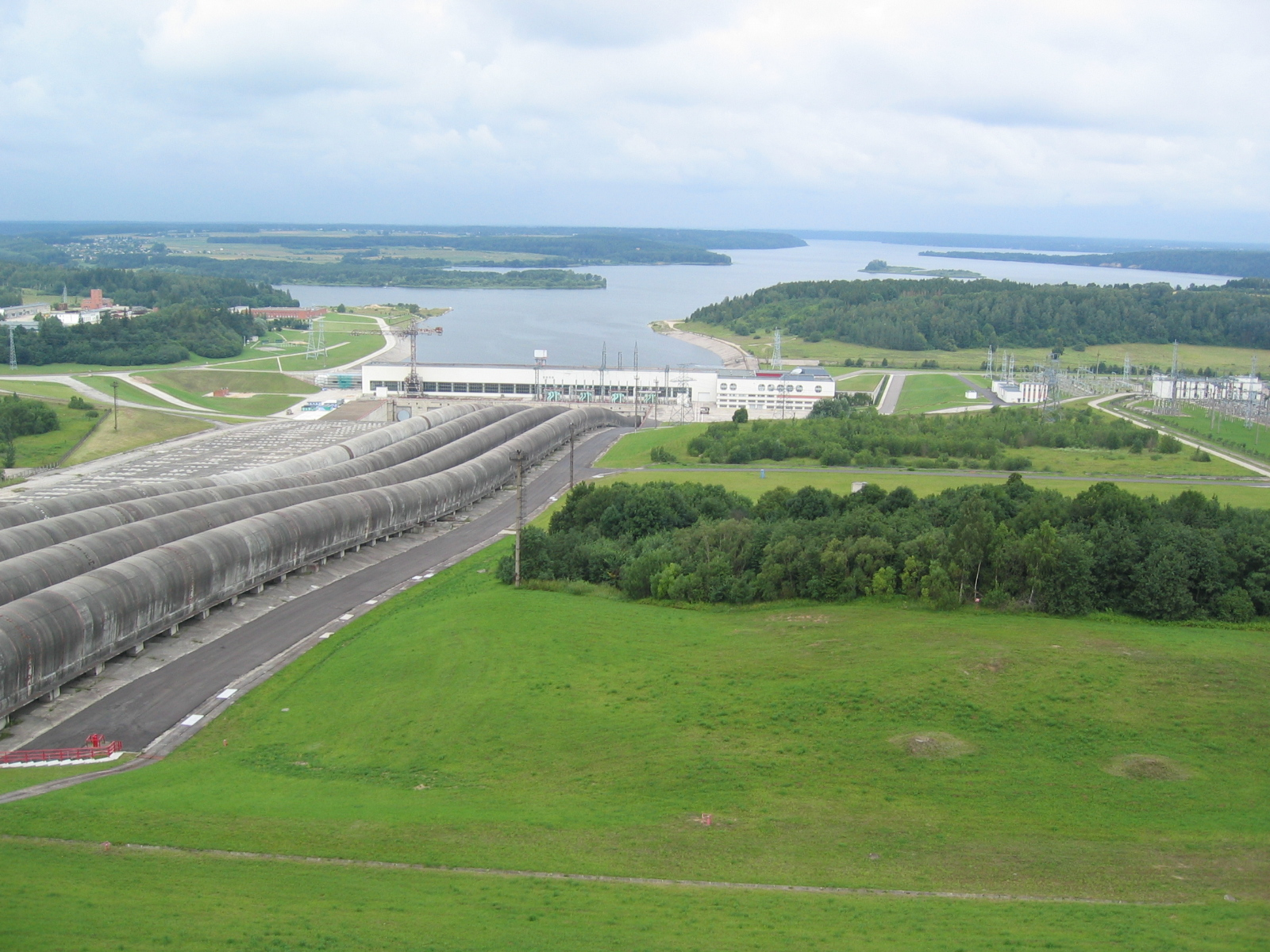

- La Centrale de Kruonis a pour objectif principal de réguler la courbe de charge du système électrique 24 heures sur 24. La capacité installée de la centrale de pompage-turbinage est de 900 MW (4 unités de 225 MW chacune).
- La centrale hydroélectrique de Kaunas a une capacité de 100,8 MW[5].

## Énergie géothermique
- La centrale de démonstration géothermique de Klaipėda est la première centrale de chauffage géothermique de la région de la mer Baltique[6].

## Énergie solaire

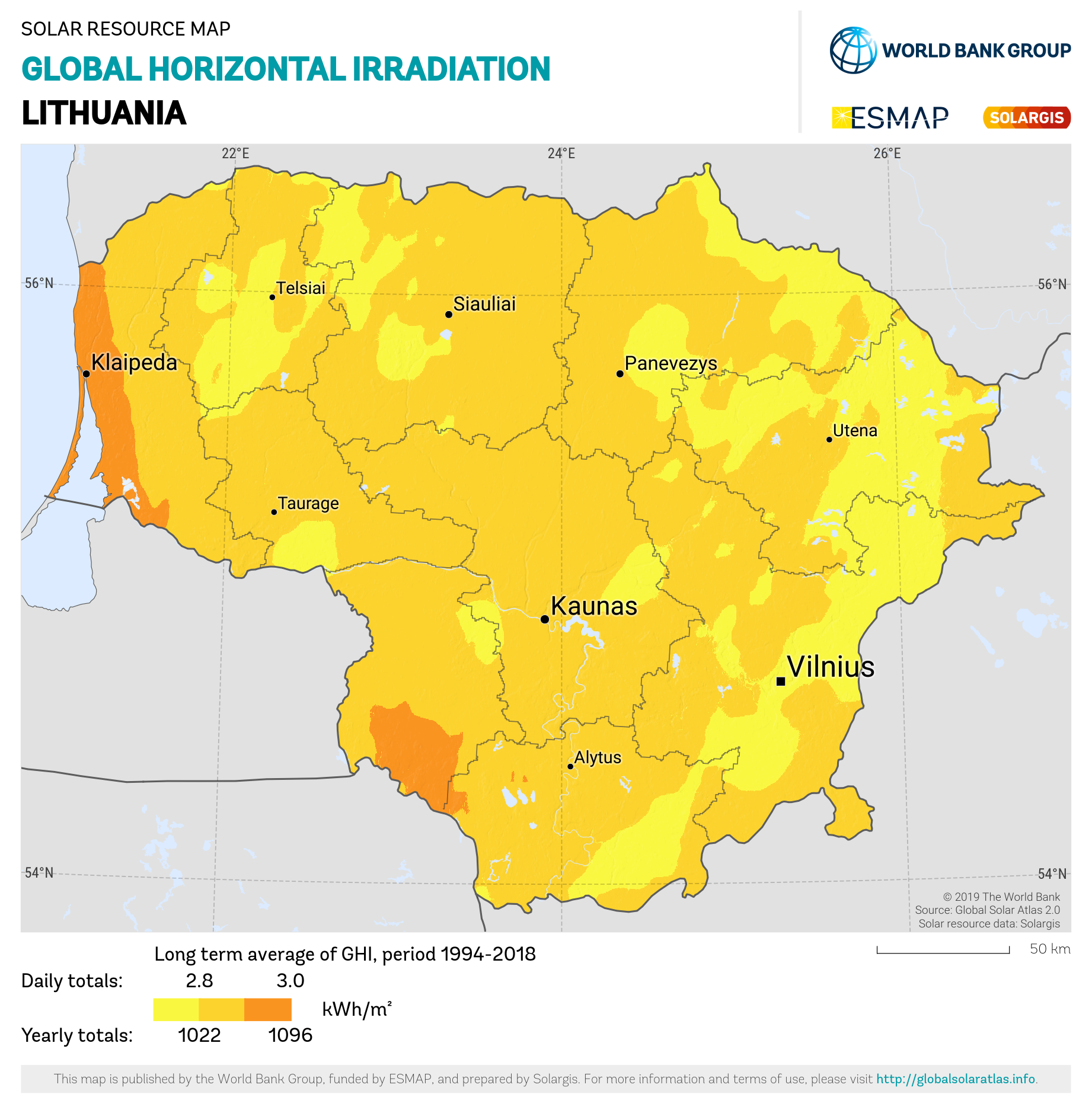
Potentiel solaire de la Lituanie.

En 2022, la Lituanie disposait d’une capacité de 568 MWc de production d'énergie solaire (contre seulement 2,4 MWc en 2010),.
En 2012, la Lituanie compte 1 580 petites installations solaires (de plusieurs kilowatts à 2 500 kW) d'une capacité totale installée de 59,4 MWc, qui produisent de l'électricité pour le pays, ainsi que d'un nombre important de centrales électriques privées qui produisent de l'électricité uniquement pour leurs propriétaires.

## Énergie éolienne
La capacité éolienne installée en Lituanie et la production au cours des dernières années sont présentées dans le tableau ci-dessous,,,,, :
| Année         | 1998-2003 | 2004 | 2005 | 2006 | 2007 | 2008 | 2009 | 2010 | 2011 | 2012 | 2013 | 2014 | 2015 | 2016 | 2017 | 2018 | 2019 | 2020 | 2021 | 2022 |
| ------------- | --------- | ---- | ---- | ---- | ---- | ---- | ---- | ---- | ---- | ---- | ---- | ---- | ---- | ---- | ---- | ---- | ---- | ---- | ---- | ---- |
| Capacité (MW) | 0         | 6    | 6    | 48   | 51   | 54   | 91   | 133  | 202  | 275  | 279  | 288  | 436  | 509  | 518  | 533  | 534  | 671  | 671  | 814  |